# 毛利元武
毛利 元武（もうり もとたけ）は、長門清末藩初代藩主・毛利元知の長男。母は七沢清宗の娘。官位は従五位下、伊予守。

## 生涯
明暦4年（1658年）3月3日、長門清末藩初代藩主・毛利元知の嫡男として生まれる。
延宝元年（1673年）、4代将軍・徳川家綱に拝謁する。
しかし元武は家督を継ぐことなく、延宝5年（1677年）7月25日に死去した。享年20。元武に代わって、弟の元平（後の長府藩6代藩主・毛利匡広）が後継となった。